# Stepan Schutkin

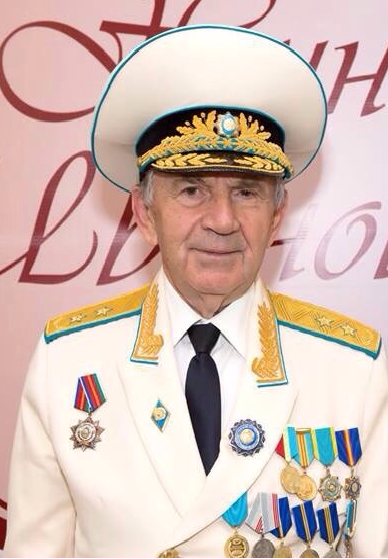
Stepan Schutkin

Stepan Iwanowitsch Schutkin (russisch Степан Иванович Шуткин; * 31. Oktober 1937 in Budjonnowka, Kasachische SSR) ist ein kasachischer Jurist.

## Leben
Stepan Schutkin wurde 1937 im Dorf Budjonnowka in Ostkasachstan geboren. Zwischen 1956 und 1959 leistete er den Wehrdienst in der sowjetischen Armee. 1964 schloss er ein Studium an der juristischen Fakultät der Kasachischen Staatlichen Kirow-Universität ab.
Nach seinem Studium wurde er Staatsanwalt des Stadtbezirks Leninski (heute Schetissu) der Stadt Alma-Ata. Von 1970 bis 1972 arbeitete er für die Staatsanwaltschaft der Kasachischen SSR, bevor er erneut zehn Jahre lang Staatsanwalt des Stadtbezirks Leninski wurde. Seit dem 21. Juni 1982 war Schutkin Ausbilder beim Zentralkomitee der Kommunistischen Partei Kasachstans und zwischen 1983 und 1987 bekleidete er den Posten des Staatsanwalts der Stadt Alma-Ata. 1987 war er kurzzeitig erneut bei der Staatsanwaltschaft der Kasachischen SSR beschäftigt, wo er sich mit der Überwachung und Durchführung von Verkehrsgesetzen beschäftigte. Von 1987 bis 1990 leitete er die Staatsanwaltschaft des Stadtbezirks Moskowski in Alma-Ata.
Nach der Unabhängigkeit Kasachstans bekleidete Schutkin Positionen in den höchsten Stellen des Staates. Ab Februar 1990 war er zunächst noch im Ministerrat der Kasachischen SSR und wenige Monate später Leiter der Rechtsabteilung der Verwaltung des Präsidenten und des Ministerkabinetts Kasachstans. 1995 stieg er zum stellvertretenden Leiter des Regierungsstabes auf und im folgenden Jahr wurde er Leiter des Regierungsstabes. Von Oktober 1996 bis zum 4. November 1997 bekleidete er den Posten des Generalstaatsanwalts Kasachstans.